# Primary van Tennessee 2008
De primary van Tennessee is een voorverkiezing die in 2008 op 5 februari werd gehouden, de dag van Super Tuesday. Hillary Clinton en Mike Huckabee wonnen.

## Democraten
| Legenda: | Teruggetrokken voor de primary |

| Tennessee Democratische primary 2008 | Tennessee Democratische primary 2008 | Tennessee Democratische primary 2008 | Tennessee Democratische primary 2008 |
| Kandidaat                            | Stemmen                              | Percentage                           | Nationale gedelegeerden              |
| ------------------------------------ | ------------------------------------ | ------------------------------------ | ------------------------------------ |
| Hillary Clinton                      | 336.245                              | 53,82%                               | 40                                   |
| Barack Obama                         | 254.874                              | 40,48%                               | 28                                   |
| John Edwards                         | 27.820                               | 4,45%                                | 0                                    |
| Joe Biden                            | 1.531                                | 0,25%                                | 0                                    |
| Bill Richardson                      | 1.178                                | 0,19%                                | 0                                    |
| Dennis Kucinich                      | 971                                  | 0,16%                                | 0                                    |
| Christopher Dodd                     | 526                                  | 0,08%                                | 0                                    |
| Mike Gravel                          | 461                                  | 0,07%                                | 0                                    |
| Neutraal                             | 3.158                                | 0,51%                                | 0                                    |
| Totaal                               | 624.764                              | 100,00%                              | 68                                   |

## Republikeinen
| Tennessee Republikeinse primary 2008 | Tennessee Republikeinse primary 2008 | Tennessee Republikeinse primary 2008 | Tennessee Republikeinse primary 2008 |
| Kandidaat                            | Stemmen                              | Percentage                           | Gedelegeerden                        |
| ------------------------------------ | ------------------------------------ | ------------------------------------ | ------------------------------------ |
| Mike Huckabee                        | 190.904                              | 34,37%                               | 25                                   |
| John McCain                          | 176.091                              | 31,84%                               | 19                                   |
| Mitt Romney                          | 130.632                              | 23,62%                               | 8                                    |
| Ron Paul                             | 31.026                               | 5,61%                                | 0                                    |
| Fred Thompson                        | 16.263                               | 2,94%                                | 0                                    |
| Rudy Giuliani                        | 5.159                                | 0,93%                                | 0                                    |
| Alan Keyes                           | 978                                  | 0,18%                                | 0                                    |
| Duncan Hunter                        | 738                                  | 0,13%                                | 0                                    |
| Tom Tancredo                         | 194                                  | 0,03%                                | 0                                    |
| Neutraal                             | 1.830                                | 0,33%                                | 0                                    |
| Totaal                               | 553.005                              | 100%                                 | 52                                   |